# بيكريل
بيكريل (بالإنجليزية والفرنسية: becquerel) هي وحدة النشاط الإشعاعي ويرمز لها بالاختصار Bq . يعرف 1 بيكريل بأنه كمية الإشعاع الصادرة من مادة مشعة تتحلل فيها نواة واحدة في الثانية. وبذلك تصبح وحدة البيكريل تساوي  ثانية−1. وقد سميت تلك الوحدة على اسم العالم الفرنسي هنري بيكريل الذي شارك بيير كوري وماري كوري في الحصول على جائزة نوبل للفيزياء عام 1903 عن أبحاثهم التي أدت إلى اكتشاف ظاهرة النشاط الإشعاعي.
1 بيكريل = 1 ثانية−1 (أي أن البيكريل يعادل تحلل إشعاعي واحد في الثانية.)

## علاقات فيزيائية وحيوية
يمكن حساب الجرعة المكافئة للأشعاع من النشاط الإشعاعي باستخدام ما يسمى «معامل تحويل الجرعة الإشعاعية». تذكر بعض المقالات، مثل مقالة أضرار الإشعاع ومقالة تأثير الإشعاع مقادير محدودة (لا تتعدى) عن كميات المواد المشعة التي قد توجد في المواد الغذائية.
نطبق قانون النشاط الإشعاعي :
إذا كان لدينا كمية من نظير مشع مقدارها
{\displaystyle m} (جرام) وكانت كتلته الذرية
{\displaystyle m_{a}} (جرام/مول) وكان عمر النصف له {\displaystyle t_{1/2}} (بالثانية)
فيمكن حساب نشاطه الإشعاعي بالمعادلة:
Radioaktivity = {\displaystyle {\frac {m}{m_{a}}}N_{A}{\frac {\ln(2)}{t_{1/2}}}}
ونحصل على نشاطه الإشعاعي بالبيكريل
في هذه المعادلة
{\displaystyle N_{A}} = 6,022 141 79  · 1023 mol −1 هي عدد أفوجادرو.
سنحسبها على سبيل المثال للبوتاسيوم المشع: 
يحتوي البوتاسيوم الطبيعي على 0,012 في المئة، أي 0,12 جرام لكل كيلوجرام، من النظير المشع 40K . ويبلغ عمر النصف لنظير البوتاسيوم المشع
{\displaystyle t_{1/2}} ما يساوي 1,248 · 109 سنة، أي ما يعادل 39,38388 · 1015 ثانية.
والكتلة الذرية للبوتاسيوم
{\displaystyle m_{a}} = 39,96399848 جرام/مول.
بالتالي نحصل على نشاطه الإشعاعي:
A = 31,825 kBq
أي 825و31 كيلو بيكريل
لكل 1 كيلوجرام من البوتاسيوم الطبيعي.
هذا القدر من الإشعاع الذي يبدو كبيرا هو السبب في أن البوتاسيوم المشع 40K من أكثر مصادر الإشعاع في جسم الإنسان والأحياء بصفة عامة حيث يكوّن البوتاسيوم عنصرا هاما في بنية الكائنات الحية.
فمثلا ما يحتويه جسم الإنسان من البوتاسيوم يتسبب في اصابته بنشاط إشعاعي قدره نحو 5000 Bq.
أي يحدث نحو 5000 تحلل أشعاعي في جسم الإنسان من البوتاسيوم في الثانية الواحدة.
ومع ذلك فقد نشأت الحياة على الأرض وتعودت الكائنات الحية ومن ضمنها الإنسان على ذلك، فهذا طبيعي جدا.

## اقرأ أيضا
- راد (وحدة)
- زيفرت
- جسيم ألفا
- جسيم بيتا
- أشعة غاما
- تحلل ألفا
- تحلل بيتا